# John Fairbairn
John Fairbairn (London, 28 de diciembre de 1983) es un deportista canadiense que compitió en skeleton. Ganó una medalla de bronce en el Campeonato Mundial de Skeleton de 2012.

## Palmarés internacional
| Campeonato Mundial | Campeonato Mundial           | Campeonato Mundial | Campeonato Mundial |
| Año                | Lugar                        | Medalla            | Prueba             |
| ------------------ | ---------------------------- | ------------------ | ------------------ |
| 2012               | Lake Placid (Estados Unidos) | Medalla de bronce  | Equipo mixto       |